# Беленинское сельское поселение
Беле́нинское се́льское поселе́ние — муниципальное образование в составе Сафоновского района Смоленской области России.
Административный центр — деревня Беленино.

## Географические данные
- Общая площадь: 112 км²
- Расположение: центральная часть Сафоновского района
- Граничит:
  - на севере — с Васильевским сельским поселением
  - на северо-востоке — с Николо-Погореловским сельским поселением
  - на юго-востоке — с Дуровским сельским поселением
  - на юге — с Барановским сельским поселением
  - на юго-западе — с Сафоновским городским поселением
  - на западе — с Дроздовским сельским поселением
  - на северо-западе — с Вадинским сельским поселением
- По территории поселения проходит автомобильная дорога М1 «Беларусь».
- По территории поселения проходит тупиковая железнодорожная ветка Дурово — Владимирский Тупик, имеется остановочный пункт 14-й км.
- Крупные реки: Вержа.

## История
Образовано Законом Смоленской области от 28 декабря 2004 года.
27 июня 2014 года в состав сельского поселения включена деревня Клинка

## Население
| 2007 | 2011 | 2012 | 2013 | 2014 | 2015 | 2016 |
| ---- | ---- | ---- | ---- | ---- | ---- | ---- |
| 869  | ↘797 | ↘787 | ↗812 | ↘810 | ↗814 | ↘810 |
| 2017 | 2018 | 2019 | 2020 | 2021 |      |      |
| ↗822 | ↗957 | ↘916 | ↘892 | ↗904 |      |      |

## Населённые пункты
В состав поселения входят следующие населённые пункты:
| №  | Населённый пункт | Тип     | Население |
| -- | ---------------- | ------- | --------- |
| 1  | Беленино         | деревня | 404       |
| 2  | Дурово           | деревня | 1         |
| 3  | Залазно          | деревня | 1         |
| 4  | Кашкино          | деревня | 10        |
| 5  | Клинка           | деревня |           |
| 6  | Королёво         | деревня | 1         |
| 7  | Мишенино         | деревня | 409       |
| 8  | Плоское          | деревня | 3         |
| 9  | Покровское       | деревня | 6         |
| 10 | Семёновщина      | деревня | 7         |
| 11 | Сергеевское      | деревня | 4         |
| 12 | Троица           | деревня | 32        |
| 13 | Шубино           | деревня | 14        |

## Местное самоуправление
Главой поселения и Главой администрации является Осипов Юрий Александрович

## Экономика
Сельхозпредприятия, школа, магазины.